# Viana de Cega
Viana de Cega é um município da Espanha na província de Valladolid, comunidade autónoma de Castela e Leão, de área 18,00 km² com população de 1864 habitantes (2007) e densidade populacional de 95,33 hab/km².

## Demografia
| Variação demográfica do município entre 1991 e 2004 | Variação demográfica do município entre 1991 e 2004 | Variação demográfica do município entre 1991 e 2004 | Variação demográfica do município entre 1991 e 2004 |
| --------------------------------------------------- | --------------------------------------------------- | --------------------------------------------------- | --------------------------------------------------- |
| 1991                                                | 1996                                                | 2001                                                | 2004                                                |
| 1056                                                | 1337                                                | 1637                                                | 1716                                                |